# جامعة هافانا
جامعة هافانا هي جامعة بدولة كوبا تأسست سنة 1728 في هافانا.

## وصلات خارجية
- الموقع الرسمي للجامعة